# Avenida Luis Montero
La avenida Luis Montero es una de las principales avenidas de la ciudad de Piura. Se extiende de norte a sur en el distrito de Castilla.

## Recorrido
La avenida empieza en el cruce con las avenidas Ramón Castilla y Progreso, en el distrito de Castilla. Posteriormente, la avenida cruza la avenida Guardia Civil, donde se ubica el Estadio Miguel Grau. Seguidamente, cruza la avenida Independencia y finalmente termina en el cruce con la avenida Andrés Avelino Cáceres, a la altura de la puerta N°1 de la Universidad Nacional de Piura.